# Livanates
Livanates (griechisch Λιβανάτες (f. sg.)) ist eine Kleinstadt und Sitz des Gemeindebezirks Dafnousia in der Gemeinde Lokri. Livanates wurde 1912 als Landgemeinde aus Dafnousia ausgegliedert und 1997 wieder eingemeindet. Mit Dafnousia ging es 2011 in der neuen Gemeinde Lokri auf.

## Geschichte
Schon in der Antike war die Gegend bewohnt, so lag an der Küste die Hafenstadt Kynos. Westlich in den Bergen gab es zwei befestigte Orte Palaikastro und Roustiana. Im 5. bis 6. Jahrhundert wandern slawische Stämme ein und siedeln sich an. Über die Zeit bis zum 14. Jahrhundert ist kaum etwas bekannt. Als Generalgouverneur des Herzogtums Athen siedelte Ramon de Vilanova um 1380 Arvaniten in der Ostlokris an. Aus dieser Zeit stammt auch der Ortsname Livanates.
1458 wurde das Land von den Osmanen erobert. Ende des 18. Jahrhunderts kämpfte der Livanate Andreas Androutsos gegen die osmanische Herrschaft. Er wurde jedoch von den Venezianern gefangen genommen, an die Osmanen ausgeliefert und hingerichtet. Während der Griechischen Revolution von 1821 beteiligten sich 18 Freiheitskämpfer aus Livanates an den Kämpfen: Demetrios Angelis, Georgios Vergos, Anestis Georgios, Antonios Ioannis, Ioannis Karalymba, Kyriakos Katsaros, Lukas oder Pseftouras Konstas, Panagiotis oder Tsiotis Mitzios, Lukas Mitros, Angelis Michael oder Michalopoulos, Georgios Mougkos, Verousis Nikolaos  (Cousin ersten Grades von Odysseas Androutsos) Giannakis Papatheodosios, Dimitrios Polymeropoulos, Niko Stampoulotas, Dimos Stergios, Makris Sterianos oder Stergios und Ioannis Tselikas.
1825 kam Odysseas Androutsos mit 600 Griechen nach Livanates. Seine politischen Gegner Giannis Gouras und Rouki kämpften vom 31. März bis zum 1. April gegen ihn, bis sie ihn im Kloster Metamorphosis Sotiros einkesselten, festnahmen und in Athen hinrichten ließen.
Beim großen Erdbeben von 1894 kamen 5 der 1021 Einwohner ums Leben und 20 wurden verletzt.

## Wirtschaft
Die Einwohner Livanates leben hauptsächlich von der Landwirtschaft, der Viehzucht und dem Tourismus. Die Region produziert hauptsächlich Gemüse, Oliven, Tabak, Baumwolle, Bohnen, Tomaten und Erdnüsse.

## Tourismus
Etwa 1,2 km östlich des Ortskerns befindet sich der kleine Hafen von Livanates und der Strand Kyani Akti (Κυανή Ακτή ‚blauer Strand‘), an dem sich auch einige Hotels gibt. Nördlich hiervon liegen die beiden Strände Ai-Giannis (Αϊ-Γιάννης ‚heiliger Johannes‘) und Schinias (Σχοινιάς). Alle Strände sind mit der Blaue Flagge ausgezeichnet.
Etwa 2 km nördlich des Hafens liegt auf einem Felsen an der Küste die Kirche Agios Ioannis, nach der auch der angrenzende Strand benannt wurde. Ihr gegenüber liegt die Ausgrabungsstätte von Kynos. Das kleine byzantinische Kirche Agioi Theodoroi, dessen Ursprung auf das 11. oder 12. Jahrhundert zurückgeht, liegt etwa 400 m westlich von hier. Südlich davon gibt es eine weitere kleine Kirche, unter der sich eine gewölbte Krypta befindet. Diese soll während der Osmanischen Herrschaft als Geheimschule, in der die griechische Sprache gelehrt wurde, gedient haben. Von hier soll auch ein Tunnel zum Meer führen. Etwa 3,5 km westlich von Livanates liegt das Kloster Metamorphosis Sotiros.
Auf dem Agios-Charalambos-Platz in Livanates wurde dem Freiheitskämpfer Odysseas Androutsos eine Statue gewidmet.

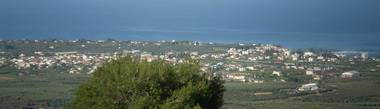
Livanates
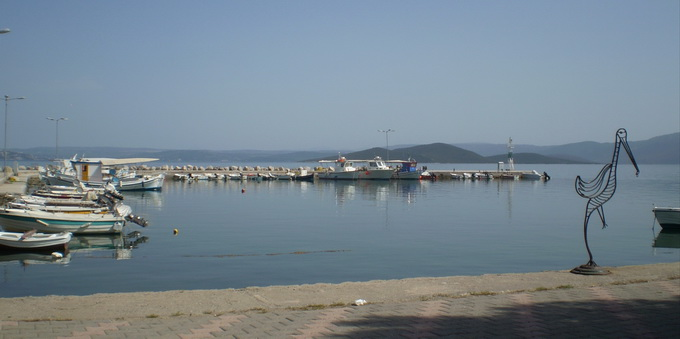
Hafen von Livanates

## Vereine und Feste
1979 wurde der Kulturverein von Livanates gegründet, der nach dem griechischen Freiheitskämpfer Odysseas Androutsos (Οδυσσέας Ανδρούτσος) benannt wurde. Der Verein organisiert Veranstaltungen, Tanzaufführungen und Workshops und möchte so das kulturelle Erbe und Bräuche bewahren. Der Frauenverband von Livanates ist nach der mythischen Frau Deukalions Pyrrha benannt, die in Kynos ihre letzte Ruhe fand.
Das älteste Dorffest wird den beiden heiligen Theodoren gefeiert. Seit Anfang des 20. Jahrhunderts wird auch ein Fest für Agia Kyriaki gefeiert.

## Söhne und Töchter der Stadt
- Andreas Androutsos, Vater des Freiheitskämpfers Odysseas Androutsos